# Field's
Field's er et indkøbscenter på Arne Jacobsens Allé 12 på Amager i bydelen Ørestad i København mellem Bella Center og henholdsvis Øresundsbanen og Øresundsmotorvejen. Field's åbnede den 9. marts 2004. På den første uge kom der over 250.000 mennesker gennem dørene.
Centret er Danmarks næststørste efter Rosengårdcentret i Odense med godt 153 butikker og 144.000 m² mod Field's 145 butikker og 115.000 m². Field's huser mere end 70 tøj-, sko- og modebutikker heraf flere store ankerbutikker blandt andet Bilka OneStop og Magasin varehus (tidl. Debenhams). Målt på antal besøgende i 2010 havde field's 6,8 mio og må se sig slået af Bruuns Galleri i Aarhus der i 2010 havde knap 11,2 mio. besøgende.
Centret er tegnet af C.F. Møllers Tegnestue i samarbejde med Steen & Strøm Danmark A/S og TK Development. Martin Gruppen A/S har stået for lyssætningen. Navnet "Field's" henviser til at området førhen var græsnings-fælled, og skal samtidig signalere markedsplads. Hvorfor det staves med (grammatisk ukorrekt) apostrof, er der ingen officiel forklaring på. Field's tildeltes en European Shopping Centre Award i 2006 i kategorien New Centres Large. I 2017 afholdtes en konkurrence i bæredygtighed, og vinderen blev et forslag om landbrug på taget af Field's.
Fra Ørestad Station er der forbindelse til Københavns Indre By med metro og Øresundstog. Det tager 7 min. med Øresundstog til København H. Med metroen tager det 10 min. (til Kgs. Nytorv). Field's har i høj grad bidraget til at udvikle Øresundsregionen, idet det ifølge dagbladet B.T. i 2007 vurderedes, at 25 % af medarbejderstaben i Field's er bosiddende i Sverige.
De næststørste indkøbscentre i Danmark er henholdsvis Rosengårdcentret i Odense (målt på antallet af butikker), Bruuns Galleri i Aarhus (målt på antal besøgende, 11 mio) og Aalborg Storcenter (målt på omsætning i 2006). Skandinaviens største, Nordstan, ligger i Göteborg.

## Skyderi
I 2022 fandt et skyderi sted i Field’s. 10 personer blev ramt af skud, hvoraf tre omkom, fire blev alvorligt såret og tre blev udsat for strejfskud. Gerningsmanden blev pågrebet 13 minutter efter anmeldelsen om skyderi, og angrebet bliver ikke betegnet som terror.